# Giannis Konstantelias
Giannis Konstantelias (Griechisch: Γιάννης Κωνσταντέλιας; * 5. März 2003 in Volos) ist ein griechischer Fußballspieler, der als Mittelfeldspieler für den Super-League-Verein PAOK Thessaloniki spielt.

## Karriere

### Verein
Konstantelias war neun Jahre alt, als er zur Akademie von Agia Paraskevi in seiner Heimatstadt Volos ging. Anfangs trainierte er mit seinen Altersgenossen, aber er stieg schnell ins Training der Älteren ein, als sein Talent augenfällig wurde. 2013 wechselte er zu PAOK nach Thessaloniki. Zunächst spielte er als Stürmer, dann wechselte er ins Mittelfeld, spielte aber auch auf den Flügeln. Im Jahr 2021 wurde Konstantelias in die erste Mannschaft von PAOK befördert und er gab am 17. Januar in einem Spiel OFI Kreta sein Debüt in der Profimannschaft. In seiner ersten Saison absolvierte er insgesamt drei Spiele.
Am 20. Januar 2022 unterschrieb Konstantelias einen sechsmonatigen Vertrag bei dem Jupiler-Pro-League-Verein KAS Eupen, an den er von PAOK ausgeliehen wurde. Am selben Tag gab PAOK die Verlängerung des Vertrags mit dem jungen Spieler bis zum Sommer 2026 bekannt. Für die Belgier kam er in sieben Ligaspielen zum Einsatz, bevor er zu PAOK zurückkehrte. Nach seiner Rückkehr nach Griechenland kam er in der Saison 2022/23 regelmäßig für PAOK zum Einsatz.

### Nationalmannschaft
Konstantelias kam für verschiedene Jugendnationalmannschaften Griechenlands zum Einsatz. Sein Debüt für die A-Nationalmannschaft gab er am 24. März 2023 bei einem 3:0-Auswärtssieg gegen Gibraltar in der EM-Qualifikation.

## Erfolge
PAOK Thessaloniki
- Griechischer Pokalsieger: 2021
- Griechischer Meister: 2024